# 프랭크 홀 크레인

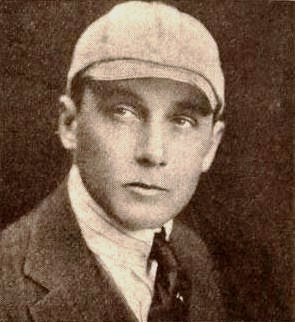

프랭크 홀 크레인(Frank Hall Crane, 1873년 1월 1일 ~ 1948년 9월 1일)은 미국의 영화 감독, 배우, 영화배우, 각본가이다.
샌프란시스코에서 태어났으며 우들랜드힐스에서 사망하였다.

## 영화
- 허치 스테어 뎀 업 (1923년)
- 거지왕자 (1922년)